# Koundara (prefektura)
Koundara – prefektura w północno-zachodniej części Gwinei, w regionie Boké. Zajmuje powierzchnię 5238 km². W 1996 roku liczyła ok. 90 tys. mieszkańców. Siedzibą administracyjną prefektury jest miejscowość Koundara.